# Sconsia
Sconsia là một chi ốc biển cỡ lớn, là động vật thân mềm chân bụng sống ở biển trong họ Cassidae, họ ốc kim khôi.

## Các loài
Các loài thuộc chi Sconsia bao gồm:
- Sconsia striata